# Crithagra flavigula
El serín gorjigualdo (Crithagra flavigula) es una especie de ave paseriforme de la familia Fringillidae endémica de Etiopía.